# Helena Antonia z Liège
Helena Antonia z Liège, Helena Antonia Galecka (ur. 1579 w Liège, zm. po 1621) – kobieta z brodą, dwórka polskiej królowej Konstancji Habsburżanki, żony Zygmunta III Wazy.

## Życiorys
Według kroniki Christiana Augusta Vulpiusa z 1811 roku, gdy Helena Antonia miała dziewięć lat, zaczęło się pojawiać na jej twarzy bujne męskie owłosienie. Wówczas rodzice Heleny Antonii mieli przekazać ją arcybiskupowi Kolonii Ernestowi Wittelsbachowi. Stamtąd trafiła ona na dwór arcyksięcia Karola Styryjskiego w Grazu, gdzie została dwórką arcyksiężnej austriackiej Marii Anny Bawarskiej. Po śmierci arcyksiężnej Heleną Antonią zaopiekowała się jej córka Konstancja, która w 1605 zabrała ją ze sobą na dwór swojego męża Zygmunta III Wazy.
Postać Heleny Antonii uwiecznili na swoich sztychach Johannes Loselius oraz Dominik Custos, zaś portret dwórki z 1595 roku przechowywany jest w Bawarskim Muzeum Narodowym w Monachium. Helena Antonia z Liège została również przedstawiona na tak zwanym Rulonie polskim, wraz z innymi dwórkami królowej Konstancji Habsburżanki. W 1621 roku Helena Antonia przybyła do Wrocławia, gdzie po raz kolejny została sportretowana (dwukrotnie) przez nieznanych bliżej malarzy. Portrety te znajdują się obecnie w Muzeum Narodowym we Wrocławiu.